# گرافنگهایگ
گرافنگهایگ (به آلمانی: Grafengehaig) یک شهر در آلمان است که در بایرن واقع شده‌است.

## خصوصیات
گرافنگهایگ ۲۰٫۸۰ کیلومترمربع مساحت دارد ۵۶۸ متر بالاتر از سطح دریا واقع شده‌است.